# Hào

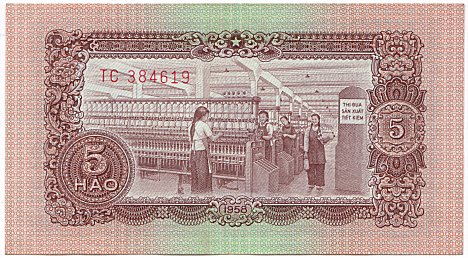
Rewers banknotu 5 hao z 1958 roku

Hao (od chińskiego 毫, dziesiąta część) – moneta zdawkowa formalnie stosowana w Wietnamie jako równowartość 1/10 donga i 10 xu. Obecnie ze względu na inflację nie występuje już w obiegu, a najmniejszym nominałem wietnamskiej waluty jest banknot o wartości 100 dongów.
Po raz pierwszy monety hao wybito w roku 1946 (jedynie monetę 5 hao). Po zjednoczeniu Wietnamu Północnego i Południowego w 1976 wybito kolejną serię monet o wartości 1, 2 i 5 hao.
Pierwsze banknoty o nominałach 1, 2 i 5 hao pojawiły się w obrocie w Wietnamie Północnym w 1959 (datowane na 1958). Po zjednoczeniu w 1972 pojawił się banknot 1 hao, 3 lata później – 2 hao, 4 lata później – 5 hao (jednocześnie wymiary banknotu 1 hao szybko zmniejszono z 103×57 mm na 96×48 mm). Ostatni raz wyemitowano banknoty w 1985 roku, miały wartość 5 hao.